# Marcel Pertry
Marcel Pertry  est un footballeur belge, né le 19 avril 1921 à Vlamertinge (Belgique) et mort le 10 avril 2008 à Bruges (Belgique). Il est à ce jour le meilleur buteur de tous les temps du Cercle de Bruges.

## Biographie
Il a fait l'essentiel de sa carrière comme avant-centre au Cercle Bruges KSV. Il est le meilleur buteur de tous les temps des Groen en Zwart : il a marqué 140 buts en 280 matches officiels. Le cercle évoluait alors en Division 2, voir Division 3 à partir de 1952. Marcel Pertry termine sa carrière au KVK Ypres en 1955.
À partir des années 1960, il effectue une carrière d'entraîneur : après s'être occupé des jeunes du Cercle Bruges, puis avoir exercé les fonctions d'adjoint du T1 du FC Bruges, il dirige encore les joueurs du KS Roulers puis du KS Torhout.

## Palmarès
- Meilleur buteur du Championnat de Belgique D2 en 1949 (27 buts)